# Europastraße 20
Die Europastraße 20 (E 20) ist eine europäische Fernverbindung vom Flughafen Shannon in Irland nach Sankt Petersburg in Russland. Weitere Länder, die passiert werden, sind Großbritannien, Dänemark, Schweden und Estland. Die Europastraße ist 1.880 km lang und wird an mehreren Stellen durch Fährlinien verbunden. Zwischen dem Streckenabschnitt in Großbritannien und dem in Dänemark besteht jedoch keine Fährverbindung für Fahrzeuge, so dass die Verbindung hier unterbrochen ist.
Spektakuläre Brückenbauten sind die Brücke über den Großen Belt und die Öresundbrücke.

## Verlauf

### Überblick
| Als:                   | Abschnitt:                      | Strecke: |
| ---------------------- | ------------------------------- | -------- |
| Irland                 |                                 |          |
| N19                    | Shannon Airport – Shannon       | 5 km     |
| N18                    | Shannon – Limerick              | 21 km    |
| M7                     | Limerick – Naas                 | 167 km   |
| N7                     | Naas – Dublin                   | 21 km    |
| Vereinigtes Königreich |                                 |          |
| A5080                  | Liverpool – Liverpool           | 5 km     |
| M62                    | Liverpool – South Cave          | 171 km   |
| A63                    | South Cave – Kingston upon Hull | 28 km    |
| Dänemark               |                                 |          |
| E20                    | Esbjerg – Kopenhagen            | 310 km   |
| Schweden               |                                 |          |
| E20                    | Malmö – Stockholm               | 770 km   |
| Estland                |                                 |          |
| M1                     | Tallinn – Narva                 | 209 km   |
| Russland               |                                 |          |
| A180                   | Kingissepp – Sankt Petersburg   | 137 km   |

### Irland
Der erste Abschnitt der E 20 verläuft auf der N18 von Shannon Airport nach Dublin über Limerick und ist etwa 228 km lang. Die Europastraße wird nur teilweise, entlang der M7/N7, ausgeschildert. Der Abschnitt zwischen dem Flughafen Shannon und Limerick ist hauptsächlich Schnellstraße. Der Abschnitt von Limerick nach Port Laoise ist seit Ende 2010 Autobahn und als M7 Autobahn ausgeschildert. Der Abschnitt zwischen Port Laoise und Naas ist Autobahn (M7), der letzte Abschnitt zwischen Naas zu Dublin ist wiederum Schnellstraße (N7). Zwischen Dublin und Liverpool besteht eine Fährverbindung.

### Großbritannien
Der zweite Abschnitt der E 20 verläuft in Großbritannien  zuerst gemeinsam mit der A5080 von Liverpool bis nach Huyton. Zwischen Huyton und South Cave verläuft sie gemeinsam mit der M62 und im letzten Abschnitt dann gemeinsam mit der A63 bis Kingston upon Hull.

### Dänemark
In Dänemark verläuft die E 20 als Autobahn von Esbjerg bis auf die Öresundbrücke. Die Länge des dänischen Teils beträgt 315 km. Sie verläuft über die  Storebæltsbroen, die aus zwei jeweils 6 km langen Teilen besteht. Die Storebæltsbroen und Öresundbrücke sind mautpflichtig, beide mit mehr als 30 €. Auf der dänischen Seite führt ein 4 km langer Tunnel zur 8 km langen Öresundbrücke. Die Straße überquert die Grenze zwischen Dänemark und Schweden auf der Brücke.

### Schweden
Über die Öresundbrücke führt die E 20 nach Malmö und Lund und von dort aus weiter nach Nordwesten Richtung Göteborg. Von Göteborg führt sie dann in nordöstlicher Richtung nach Stockholm. Dort wird mit der Fähre die Ostsee überquert. Anschließend setzt die E 20 ihre Strecke in Tallinn fort.

### Estland und Russland
Die letzten beiden Abschnitte der E 20 verlaufen durch Estland und Russland. Die Entfernung von Tallinn nach Sankt Petersburg beträgt 360 km. Die Straße ist vor allem eine ganz normale Straße, auf der teilweise autobahnmäßig ausgebauten Strecke von Tallinn bis zur russischen Grenze bei Narva bildet sie eine estnische Nationalstraße (Põhimaantee 1). Das Hauptproblem bei dieser Strecke sind die russischen Grenzkontrollen in Iwangorod, die für das starke Verkehrsaufkommen nicht genügend ausgerüstet sind. Dies ist insbesondere der Fall bei schweren Nutzfahrzeugen, die manchmal tagelang warten müssen, bis sie weiterfahren dürfen, an Tagen mit geringem Verkehrsaufkommen läuft es aber auch schneller. In Russland verläuft die Strecke gemeinsam mit der russischen Fernverkehrsstraße A180.

## Bilder

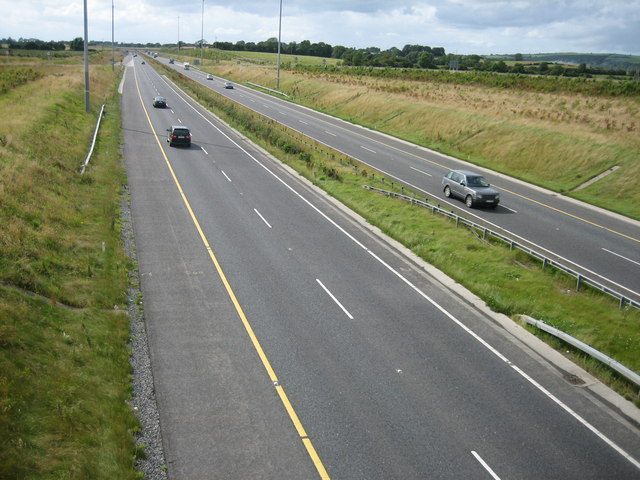
Die E 20 in Irland (Aufnahme 2007)
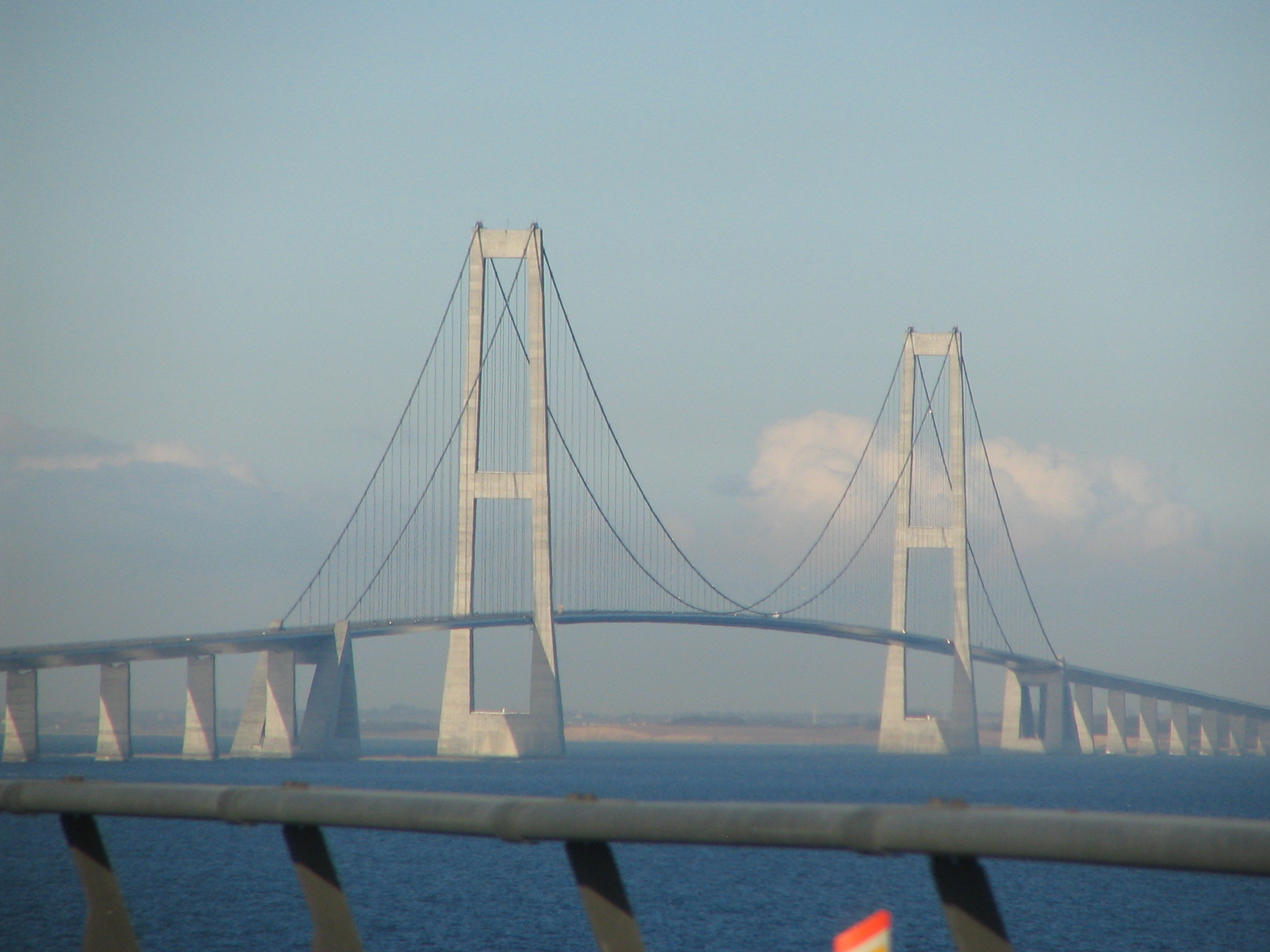
Storebælt-Brücke
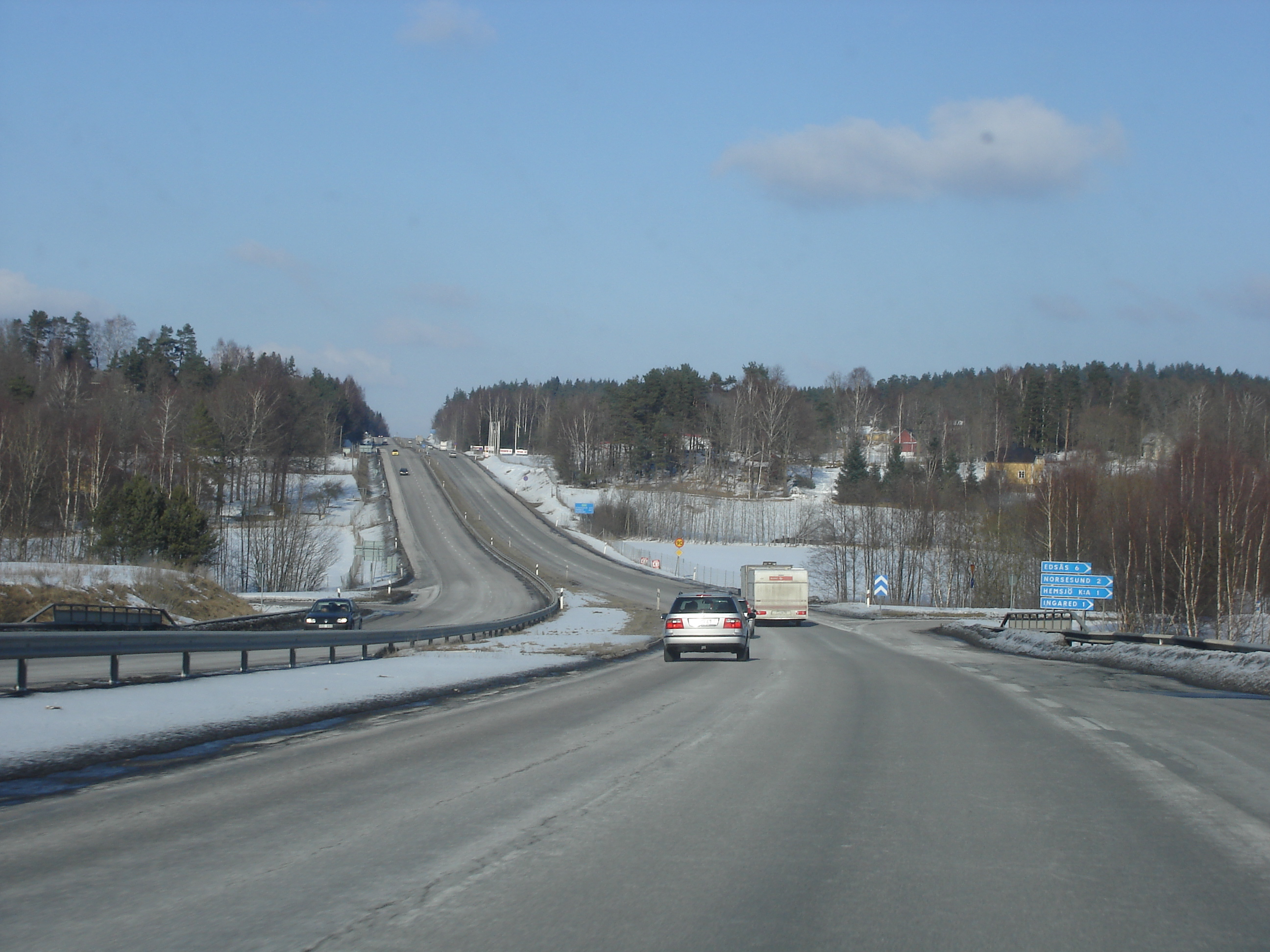
Die E 20 zwischen Göteborg und Alingsås
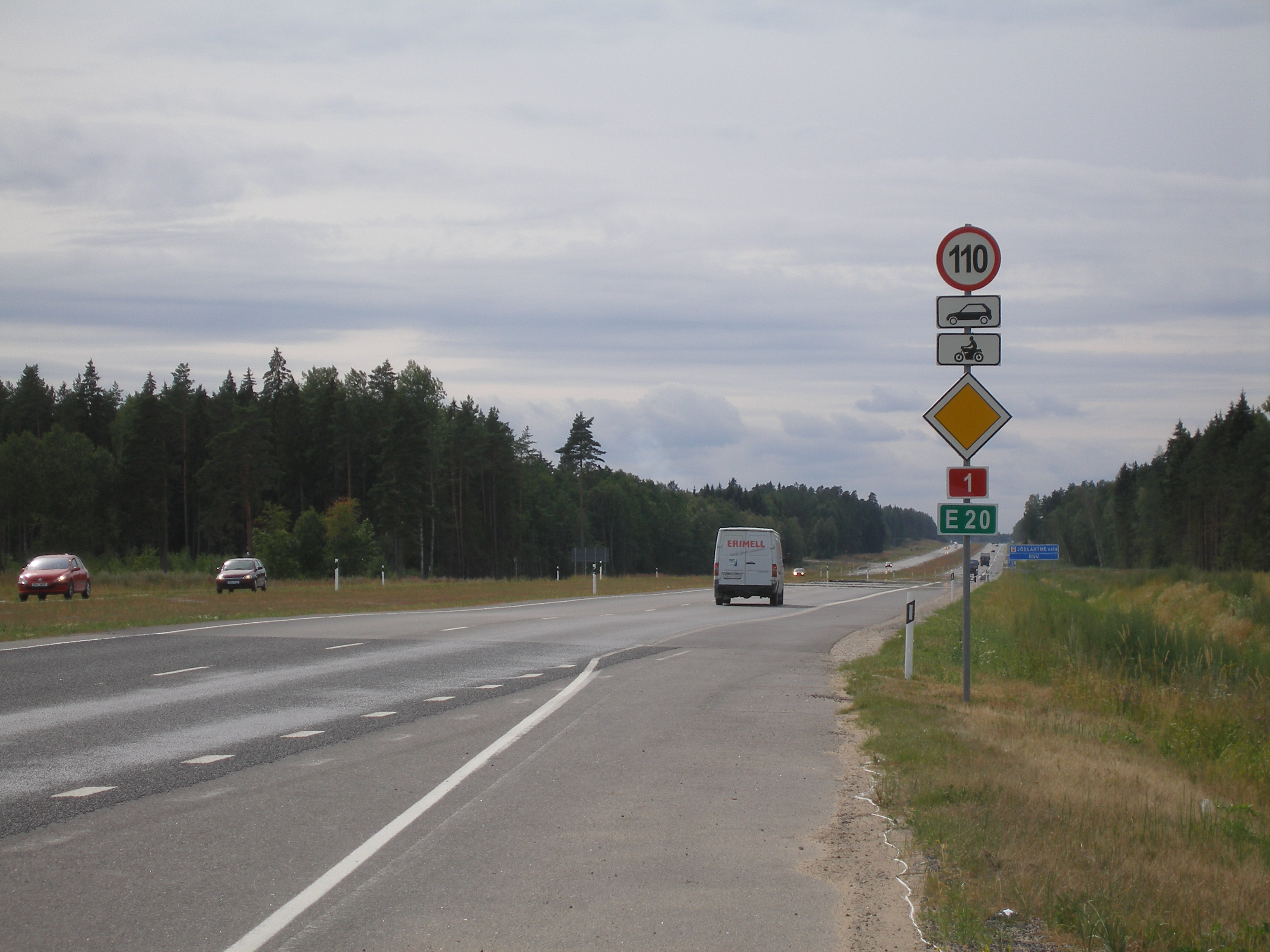
Die E 20 bei Kuusalu in Estland
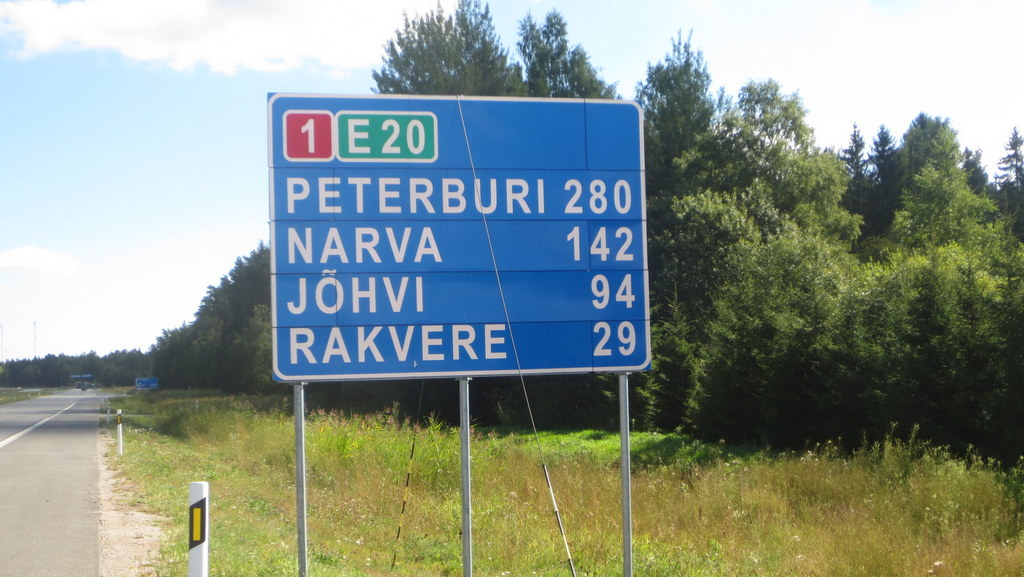
Entfernungstafel bei Tallinn, östliche Fahrtrichtung
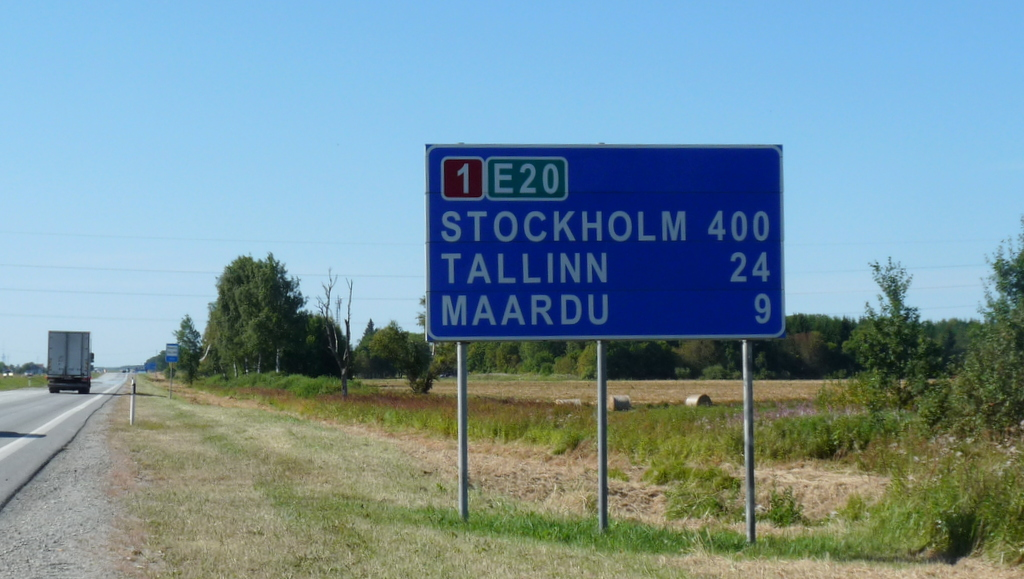
Entfernungstafel bei Tallinn, westliche Fahrtrichtung